# Пневматика з попереднім накачуванням

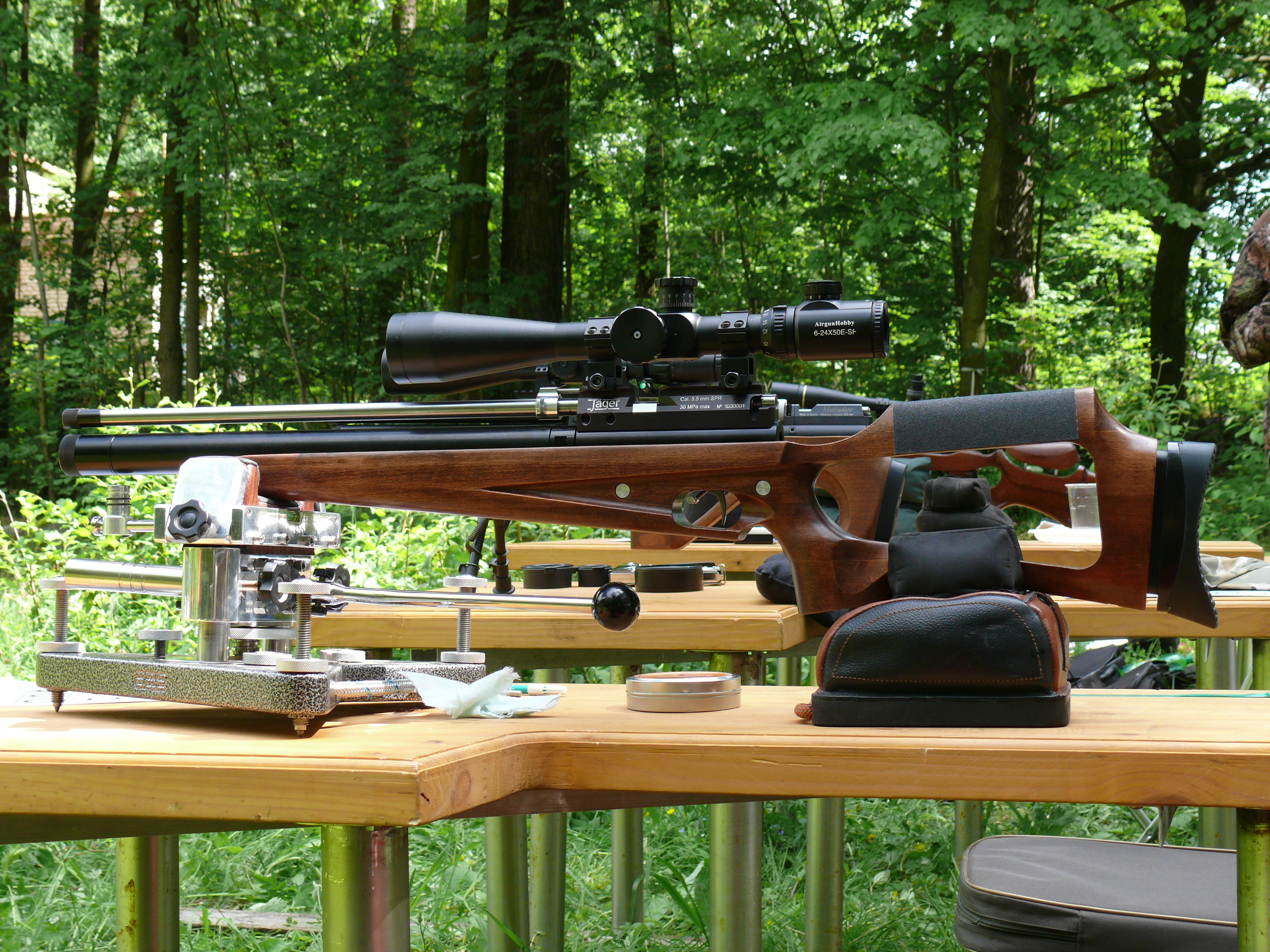
Гвинтівка PCP Horhe-Jäger в станку для пристрілювання

Пневматика з попереднім накачуванням (англ. Pre Charged Pneumatics) — назва різновиду пневматичної зброї, що застосовується у пневматичних гвинтівках з розташованим під стволом, або в прикладі резервуаром для стислого повітря або іншого газу.

## Параметри
Тиск в балоні близько 200 атмосфер. Бувають варіанти з великим граничним тиском, близько 300 атм. Повітря в резервуар нагнітається за допомогою насоса високого тиску або за допомогою попередньо заправленого балона. Також, як робоче тіло, може застосовуватися гелій, через його кращі властивості стискання і більшу швидкість звуку в ньому.
У залежності від об'єму резервуару, з гвинтівок «Pre Charged Pneumatics» можна зробити близько 30 — 150 пострілів за однієї заправки. Гвинтівки з попереднім накачуванням, так само як і мульти-компресійні характеризуються відсутністю відбою. Це дозволяє використовувати на цій зброї будь-які оптичні приціли без побоювань розбити їх потрійним відбоєм пружинно-поршневої пневматики (ППП).

## Види PCP-гвинтівок
Гвинтівки «Pre Charged Pneumatics» поділяються на 2 види:
- Прямоточні
- Редукторні

### Прямоточні
У прямоточних гвинтівках повітря з резервуару, через дозований клапан, потрапляє в ствол і штовхає кулю. Поступове зниження тиску в резервуарі гвинтівки, що відбувається впродовж всієї серії пострілів, знижує швидкість польоту кулі, траєкторія польоту кулі стає менш стійкою, а відтак знижується купчастість. Це особливо помітно на довгих серіях пострілів. Для контролю швидкості кулі прямоточної гвинтівки обладнані манометром.
Під час налаштування гвинтівки на швидкість і тиск, доводиться враховувати поступове збільшення і зменшення швидкості у межах бажаного (при збільшенні швидкості зменшується кількість пострілів в межах бажаної швидкості (зазвичай ± 5 М.С)).
Незважаючи на такі дані, гвинтівку застосовують для: полювання, знищення шкідників, а також де не потрібна велика кількість пострілів.

### Редукторні
Для стабільної спортивної стрільби серіями, рекомендують, як правило, редукторні гвинтівки.
Редукторні гвинтівки мають складнішу конструкцію, вони, зазвичай, дорожчі від прямоточних. Газовий редуктор забезпечує стабільний тиск повітря, який потім через бойовий клапан гвинтівки надходить у ствол і штовхає кулю. Тиск повітря, що пропускається редуктором, (за-редукторний) визначається попереднім настроюванням самого редуктора. Він завжди нижче, аніж тиск у резервуарі гвинтівки (перед-редукторний). Зниження тиску в резервуарі не відбивається на швидкості кулі до тих пір, поки тиск у резервуарі вище, ніж налаштований за-редукторний. Після зниження тиску в резервуарі, редукторна гвинтівка починає працювати, як прямоточна.
Стабільність і скорострільність в редукторних гвинтівках вище, відповідно вище купчастість стрільби. Витрата повітря в редукторних гвинтівках, як правило, нижче ніж у прямоточних.

## Поліпшення характеристик
- При закачуванні газу з балону можна використовувати не тільки повітря. Використання газів з більш високою швидкістю звуку дозволяє підняти потужність пострілу [Архівовано 25 грудня 2011 у Wayback Machine.].